# Phalaenopsis fuscata
Espèce
Phalaenopsis fuscata est une espèce d'orchidées du genre Phalaenopsis.